# Jakob Grob
Jakob Grob (født 28. marts 1939 i Obstalden, Schweiz) er en schweizisk tidligere roer.
Grob vandt en bronzemedalje i firer med styrmand ved OL 1968 i Mexico City, sammen med Denis Oswald, Peter Bolliger, Hugo Waser og styrmand Gottlieb Fröhlich. Schweizerne blev nr. 3 i en finale, hvor New Zealand vandt guld, mens Østtyskland fik sølv. Det var det eneste OL han deltog i.

## OL-medaljer
- 1968:  Bronze i firer med styrmand